# Golem, Lushnjë
Golem, Lushnjë là một xã trong quận Lushnjë thuộc hạt Fier, Albania. Dân số năm 2005 là 6270 người.